# Aeroportul Ruhengeri
Aeroportul Ruhengeri (IATA: RHG, ICAO: HRYU) este un aeroport din Ruhengeri⁠(d), Musanze Sector⁠(d), Akarere ka Musanze⁠(d), Provincia de Nord, Rwanda. A fost deschis în 1928.
Situat la o altitudine de 1.860 m, aeroportul dispune de o singură pistă.